# Ерёменко, Иван Анисимович
Иван Анисимович Ерёменко (1918-1996) — старший сержант Советской Армии, участник Великой Отечественной войны, Герой Советского Союза (1945).

## Биография
Иван Ерёменко родился 23 сентября 1918 года в селе Битица (ныне — Сумский район Сумской области Украины). Получил неполное среднее образование, после чего работал учётчиком на Краснозвездинском рафинадном заводе в Сумах. В октябре 1939 года Ерёменко был призван на службу в Рабоче-крестьянскую Красную Армию. С первого дня Великой Отечественной войны — на её фронтах. Принимал участие в боях на Северо-Западном, Западном, 3-м Белорусском фронтах. В боях три раза был ранен и два раза контужен. К августу 1944 года старший сержант Иван Ерёменко командовал 703-м истребительно-противотанковым артиллерийским полком 16-й гвардейской отдельной истребительно-противотанковой артиллерийской бригады 5-й армии 3-го Белорусского фронта. Отличился во время освобождения Литовской ССР.
4 августа 1944 года во время отражения немецкой контратаки в районе деревни Жвиргждайчяй Шакяйского района Ерёменко лично подбил два танка противника. Когда погиб командир взвода, Ерёменко заменил его собой и успешно руководил обороной. Огнём своего орудия Ерёменко уничтожил около роты вражеских солдат и офицеров. 5 августа артиллеристы Ерёменко подбили танк и уничтожили около двух рот солдат и офицеров противника.
Указом Президиума Верховного Совета СССР от 24 марта 1945 года за «образцовое выполнение боевых заданий командования на фронте борьбы с немецкими захватчиками и проявленные при этом мужество и героизм» старший сержант Иван Ерёменко был удостоен высокого звания Героя Советского Союза с вручением ордена Ленина и медали «Золотая Звезда» за номером 6354.
В мае 1946 года Ерёменко был демобилизован. Проживал в Гродно, работал директором Гродненского промышленного комбината, председателем постройкома городского строительного управления, старшим инспектором кадров на одном из гродненских заводов.
Умер 19 июня 1996 года, похоронен в Гродно.
Был также награждён двумя орденами Отечественной войны 1-й степени, орденом Отечественной войны 2-й степени, двумя орденами Красной Звезды, рядом медалей.